# Pascalisation
Pour un article plus général, voir Stérilisation (microbiologie).
La pascalisation est un procédé de stérilisation utilisé au XXIe siècle dans l'industrie agroalimentaire dans le cadre de la conservation des aliments en appliquant une forte pression.

## Historique
L'histoire de la pascalisation remonte au début du XXe siècle avec les travaux de Bert et Regnard qui ont soumis des viandes, des fruits et du lait à un traitement à 4 000 bars. L’usage industriel a été limité jusqu’en 1986 par la très grande énergie nécessaire.

## Description
Les aliments sont soumis à de fortes pressions (dites ultrapressions)[Comment ?], capables de détruire les microorganismes ; les formes végétatives sont détruites à partir de 3 000 bars, les spores au-delà de 10 000 bars. Les protéines sont dénaturées, les lipides passent à l’état solide mais les petites molécules des vitamines et des arômes ne sont pas dégradées.

## Application
La pascalisation est utilisée dans le cadre de la conservation des aliments, pour les confitures, les jus de fruits, les desserts lactés mais aussi pour la conservation de la viande.